# Elpidia glacialis
Espèce
Elpidia glacialis est une espèce de concombres de mer de la famille des Elpidiidae. On le retrouve dans les profondeurs de l'océan Arctique, dans la mer de Barents, de Kara ainsi que dans l'océan Atlantique Nord. L'espèce  été décrite pour la première fois en 1876 par le zoologiste Johan Hjalmar Théel, après que ce dernier ait collecté quelques spécimens alors qu'il accompagnait l'explorateur Adolf Erik Nordenskiöld lors d'une expédition ayant pour objectif de trouver le passage du Nord-Est.

## Écologie
Une étude du bassin du Canada publiée en 1978 montre que la plus grande partie de la mégafaune se retrouve seulement à certaines palettes de profondeurs, avec pour seules exceptions E. glacialis et Limacina helicina. Le plancher océanique de la zone étudiée était situé à environ 3 800 m de profondeur.
Dans une autre étude publiée en 1996 et concernant la mer du Groenland, Michela Mayer et Dieter Piepenburg ont remarqué que E. glacialis se retrouve sur les pentes profondes du plateau continental, à environ 2 700 m de profondeur, parmi d'autres taxons tels le Bourgueticrinida (en) Bathycrinus sp., l'araignée de mer Ascorhynchus abyssi, Waldheimia cranium et Epizoanthus sp.. Le Bourgueticrinida et le concombre de mer y étaient les espèces dominantes.
En 2003, une autre étude se concentrant sur une fosse d'environ 3 200 mètres de profondeur de la partie ouest de la mer du Groenland, observe que E. glacialis est parfois présent avec une densité de population atteignant 60 individus par mètre carré.